# День ОМОН
День ОМОН — профессиональный праздник сотрудников Росгвардии Российской Федерации, проходящих службу в отрядах мобильных (ранее милиции) особого назначения (ОМОН). Этот праздник отмечается ежегодно, 3 октября.
ОМОН при ГУ МВД г. Москвы празднует свой день рождения 23 октября.
ОМОН ГУ МВД Москвы был создан 23 октября 1987 года, во время нестабильной ситуации в городе и стране, когда митинговые страсти стали нарастать, как снежный ком.
Подразделение было создано не только для того, чтобы было можно противостоять нарастающей в то время преступности, но и стихийным массовым беспорядкам.
Во время создания отряда особого назначения за основу был взят полк патрульно-постовой службы милиции, у которого уже был опыт организации охраны общественного порядка при проведении крупных культурных и спортивных мероприятий.

## История «Дня отрядов милиции особого назначения»
1 марта 2002 года министр внутренних дел Российской Федерации Борис Грызлов подписал приказ № 190, в соответствии с которым день 3 октября стал «Днём отрядов милиции особого назначения».
В приказе министра объясняется, почему выбор пал именно на этот день:

3 октября 1988 года, по приказу № 0206 МВД СССР впервые был создан отряд милиции особого назначения. ОМОН был создан в четырёх республиках, которые входили в состав СССР, а именно в КССР, БССР и УССР, РСФСР в 14 регионах (в том числе в УВД Краснодарского, Мособлисполкома, Леноблгорисполкомов, МВД Башкирской АССР, ГУВД Мосгорисполкома, Красноярского крайисполкомов, УВД Воронежского, Иркутского, Куйбышевского, Новосибирского, Пермского, Ростовского, Свердловского, Челябинского облисполкомов).

В этом же приказе описывается особая роль ОМОН в поддержании правопорядка на территории России:

Отряд милиции особого назначения необходим для борьбы с преступностью в крупных масштабах, где другие органы МВД в одиночку справиться не в состоянии. ОМОН поддерживает такие органы, прикрывая их в бою и останавливают вооруженных преступников силой, например штурмуя здания, захваченные террористами, освобождая заложников, и т.д… … В профессиональном отношении подразделения ОМОН наиболее мобильны, и подготовлены к действиям в условиях чрезвычайных ситуаций, и применяются в самых опасных видах преступлений, групповых хулиганских проявлений и массовых беспорядков. Кроме того, отряды милиции особого назначения работают в зонах стихийного бедствия, осуществляя там общественную безопасность и правопорядок, прикрывают в бою группы криминальной милиции и других органов милиции по задержанию вооруженных преступников, ОМОН также применяется и при пресечении преступлений террористической направленности, освобождении заложников, и т. д.

Ежегодно в России погибают десятки милиционеров, большинство из них — бойцы ОМОН .
ОМОН по праву считается самым знаменитым спецподразделением в истории СССР и России. Советский милицейский спецназ сразу втянуло в водоворот перестроечной политики. История ОМОН — это история военных и социальных конфликтов на всей территории бывшего СССР. В отряды отбирали опытных и физически подготовленных сотрудников, тех, кто служил в ВДВ и морской пехоте, а в идеале и участников боевых действий. Из вооружения у силовиков зачастую имелись только стрелковое оружие, в то время как ОМОН располагал тяжелым вооружением и даже бронетранспортерами. В мае 1990 года, после провозглашения независимости Латвии, ОМОН спас молодую независимость, разогнав демонстрацию «Интерфронта», которая шла штурмовать здание республиканского Верховного Совета. 20 января 1991 г. Рижский ОМОН действовал в Латвии в составе сил МВД, где в результате массовых беспорядков погибли шесть человек. После принятия решения о выходе из состава СССР Рижским областным судом семь бойцов отряда были признаны виновными и получили условные сроки. Январь—июль 1991 г. серии нападений на форпосты объявившей независимость Литовской Республики. Некоторые источники утверждали, что советский лидер Михаил Горбачев потерял контроль над спецподразделением ОМОН. В августе в Москве начался путч ГКЧП, был вскрыт секретный пакет, в котором содержались указания о действиях ОМОН в условиях чрезвычайного положения. Около суток понадобилось ОМОНу, чтобы получить полный контроль над Ригой. ОМОН занял практически все государственные учреждения за исключением Верховного Совета. Возле него сотрудники ОМОНа и ждали последнего приказа по наведению «конституционного порядка». Но штурм провалился вместе с путчем. Литовское правительство продолжает требовать от лиц, подозреваемых в этих инцидентах, предстать перед судом в Литве, один подозреваемый был арестован в Латвии в ноябре 2008 года. В январе 1991 года Литва оказалась в глубоком кризисе, правительство пошло на повышение цен, это привело к демонстрациям протеста со стороны просоветских сил. От штурма недовольными Верховный Совет Литвы спас Вильнюсский ОМОН. Поскольку местные власти хотели использовать ОМОН в своих интересах, командный состав принял решение перевести отряд под союзное подчинение. В ночь с 11 на 12 января 1991г. бойцы Вильнюсского ОМОН захватили базу отряда и в дальнейшем действовали под командованием МВД СССР.После событий августа 1991 года Вильнюсскому ОМОН был предъявлен ультиматум МВД: либо отряд разоружается и остаётся на территории Литвы, либо выводится в Россию и расформировывается. Часть сотрудников осталась в Литве, группа порядка 60 человек вылетела самолётом в Россию. Вооруженные столкновения между ОМОНом Грузинской ССР и противниками первого президента Грузии Звиада Гамсахурдиа до грузинской гражданской войны 1991 —1993 годов. Апрель—май 1991 г. операции ОМОНа Азербайджанской ССР и Советской армии против нерегулярных подразделений в Нагорно-Карабахской автономной области, в результате чего несколько десятков человек убиты и принудительно перемещены тысячи этнических армян. 1992 г. Операции ОМОНа в Нагорном Карабахе. Как правило, ОМОН не занимал выраженной политической позиции по вопросу распада СССР, а относился к новой государственности, как к данности. Так поступил Бакинский ОМОН, который принял активное участие в карабахском конфликте. Сперва ещё, как ОМОН МВД Азербайджанской ССР, когда изгонял армян из Нагорного Карабаха в ходе операции «Кольцо».. Азербайджанский ОМОН в итоге решился вмешаться в политику. В 1994 году ОМОН захватил здание Генеральной прокуратуры с политическими требованиями к президенту, а в 1995-м и вовсе поднял военный мятеж. Формально — из-за контрабандной меди, которую коммерческие структуры вывозили с территории республики. Президент Азербайджана Гейдар Алиев воспользовался поводом для полноценной войсковой операции и ОМОНа в Азербайджане не стало, а его последний командир погиб. В России ОМОН никогда не выступал против власти, она хорошо понимала важность этого инструмента. ОМОН впервые встал на защиту курса Бориса Ельцина 23 февраля 1992 года и разогнал прокоммунистическую демонстрацию в честь дня Советской армии, ликвидировал палаточный городок «Трудовой России» у Останкино. 1 мая 1993 года в Москве произошли самые мощные на тот момент уличные бои за всю короткую историю Российской Федерации, один ОМОНовец погиб. За смерть своего товарища ОМОН отыгрался чуть позже, во время октябрьского политического кризиса, когда на его плечи легла основная тяжесть борьбы со сторонниками Верховного Совета на столичных улицах. Потери с их стороны только по официальным данным исчисляются десятками. ОМОН и подразделения МВД из других городов, столкнулись со сторонниками Ельцина во время кризиса 1993 г. в России. Как сообщалось в СМИ, ОМОНовцы даже избивали некоторых членов Верховного Совета России. Кордоны во время массовых захватов заложников в России, в том числе в 1995 г. в Буденновской больнице в 2002 г., захват заложников в городе Беслан. Разгон нескольких митингов оппозиции, после этого последовали сообщения о жестокости ОМОНа, чрезмерном применении силы и задержаниях участников. ОМОН принимал активное участие в первой чеченской войне, где был использован в качестве легкой пехоты и при проведении зачисток и войсковых операций. В боевых действиях с применением авиации и тяжелой бронетехники в МВД никогда ранее не готовили, организационно-штатная структура к этому не была приспособлена. В феврале 1996 г. группа сотрудников Новосибирского ОМОНа была захвачена чеченскими боевиками в Кизляре, позже обменены на чеченских боевиков. В августе 1996 г. 30 бойцов Чеченского ОМОНа, были схвачены и казнены в городе Грозный, столице Чечни, в ходе битвы за город. ОМОН был активен во второй чеченской войне. Сотрудники ОМОНа понесли тяжелые потери, только в марте 2000 г, погибли более 30 сотрудников из Перми. В ходе чеченского конфликта ОМОН неоднократно был обвинен в нарушениях прав человека. В 2014 году ОМОН, совместно с другими подразделениями и армией, участвовал в Крымских событиях, после которых Крым вошел в состав Российской Федерации с образованием на его территории двух новых субъектов федерации — Республики Крым и города федерального значения Севастополь. Окружной суд Вильнюса 4 июня 2015 года заочно оправдал бывших командиров вильнюсского ОМОНа, которые обвинялись в преступлениях против человечности и военных преступлениях, совершенных в 1991 году. Суд постановил, что ответственность за агрессию ложится только на руководство государства, кроме того, по международному праву за инкриминируемые преступления можно судить лишь в том случае, если они были осуществлены в условиях войны или оккупации. ОМОН стал главным фактором политического спокойствия власти при Ельцине, а при Путине его роль только возросла. В ноябре 2007 г, жесткие действия ОМОНа против демонстрантов и аресты представителей оппозиции. Резкая критика со стороны институтов Еоппозицией и массовыми волнениями.вропейского союза и правительств Европы. ОМОН остается главной силой, которая готова усмирять любые выступления, специально заточенных под борьбу с 

## Подготовка и вооружение ОМОН
Кандидаты в ОМОН должны отслужить срочную службу в армии, быть не младше 20 и не старше 32 лет. Для приема в отряд необходимо пройти медицинскую комиссию, центр психологической деятельности и сдать нормативы по физической подготовке. Начальное обучение длится четыре месяца в учебном центре. Новые сотрудники изучают правовую подготовку, различное вооружение находящееся в ОМОН, действия в ближнем бою, особое внимание уделяется борьбе в городских условиях и зачистке зданий. Обычно экзамен сдает не более 20% желающих. ОМОН использует широкий спектр оружия, в том числе автоматы Калашникова АК-74М, АКС-74У, пистолеты-пулеметы 9А-91, ПП-19 «Бизон», ПП-91 "Кедр" пулеметы ПК и "Печенег", гранатометы ПГ-25, ПГ-30, снайперские винтовки СВД, ВСС «Винторез», А/С Вал, ВСК-94. Транспортные средства включают специально оборудованные микроавтобусы, автобусы и грузовые автомобили различных типов, а также бронетранспортеры БТР-80. Чёрный берет с 1993 года официальный головной убор отрядов ОМОН, бойцы используют камуфляж и чёрные маски при исполнении служебных обязанностей. Нормативы тестирования по физической подготовке кандидатов для прохождения службы в ОМОН. Кросс – дистанция 5000 метров. Подтягивание – вис на прямых руках, хват сверху. Для кандидатов, собственный вес которых превышает 95 кг, данное упражнение может быть заменено на подъём штанги весом 50 кг на бицепс. Выпрыгивание вверх – выпрыгивание вверх из положения в «упоре присев» со сменой ног. Отжимание – сгибание и разгибание рук в упоре лежа лицом к полу. Пресс – подъём туловища из положения лежа на спине, руки за головой. «Пружина» – сгибание и разгибание ног из упора лежа лицом к полу в упор присев.

## Реформа МВД России
В связи с реформой МВД, с марта 2011 года милиция была переименована в полицию. По логике такое изменение должно было повлечь за собой и изменение ставшей привычной аббревиатуры ОМОН на ОПОН. Одновременно с этим глава ГУВД г.Москвы Владимир Колокольцев заметил, что ОПОН — это вариант не окончательный и вопрос того, как будет именоваться служба в связи с проводимой реформой, «прорабатывается». Отряд милиции особого назначения могут назвать «отрядом полиции особого назначения». Весной 2011 года московский ОМОН был объединён с ОМСН в единую структуру — Центр специального назначения сил оперативного реагирования и авиации МВД России.Генерал Хаустов возглавит в ГУВД Москвы структуру, объединяющую ОМОН и ОМСН. 21 марта 2011 года Президент Российской Федерации Дмитрий Медведев сообщил, что решение о переименовании пока не принято и пообещал подумать над этим вопросом. Медведев пообещал подумать о переименовании ОМОН. 12 июля 2011 года подразделения ОМОН были официально переименованы в Отряды особого назначения МВД РФ. 30 ноября 2011 года приказом Министра внутренних дел генералом Рашидом Нургалиевым - отряды особого назначения МВД, вновь стали официально именоваться ОМОН, но расшифровываться как «Отряд мобильный особого назначения». 5 апреля 2016 года, спецподразделения ОМОН вошли в состав Федеральной службы войск национальной гвардии Российской Федерации.

## «День ОМОН» в других странах
Южная Осетия: «День ОМОН» отмечается 14 февраля начиная с 1992 года.
 Республика Беларусь: «День подразделений милиции специального назначения (ОМОН)» отмечается ежегодно 22 ноября начиная с 1988 года — дня образования первого в республике Отряда — Минского ОМОН.